# Cúp bóng đá U-20 nữ châu Á
Cúp bóng đá U-20 nữ châu Á (tiếng Anh: AFC U-20 Women's Asian Cup) là giải bóng đá nữ dành cho các đội tuyển quốc gia nữ lứa tuổi dưới 20 tuổi do Liên đoàn bóng đá châu Á (AFC) tổ chức tại châu Á. Giải đấu được tổ chức hai năm một lần bởi Liên đoàn bóng đá châu Á và là vòng loại cho Giải vô địch bóng đá nữ U-20 thế giới. Nó được tổ chức lần đầu tiên vào năm 2002 với tên gọi Giải vô địch bóng đá nữ U-19 châu Á với giới hạn độ tuổi dưới là 19 tuổi. Bắt đầu từ lần 2022, giới hạn độ tuổi được nâng lên 20 tuổi. Ngoài ra, giải đấu cũng sẽ được đổi tên từ " Giải vô địch bóng đá nữ U-19 châu Á" thành "Cúp bóng đá U-20 nữ  châu Á"

## Thể thức
Trong năm 2002 và 2004 không có vòng sơ loại và tất cả các đội chơi ở vòng bảng. Sau khi kết thúc vòng bảng, các đội thi đấu vòng bán kết (vào năm 2002) hoặc vòng tứ kết (vào năm 2004).
Trong các năm 2006, 2007 và 2009 có tám đội tham dự giải đấu vòng chung kết và vòng loại được tổ chức trước đó. Các đội được chia thành hai bảng, mỗi bảng bốn đội, hai đội đứng đầu vào bán kết.
Trong năm 2011 và 2013, vòng chung kết của giải đấu chỉ có sáu đội tham dự trong một bảng đấu duy nhất và không có vòng loại trực tiếp.
Vào năm 2015 lại một lần nữa có 8 đội tham dự vòng chung kết.

## Kết quả các trận chung kết và tranh hạng ba
| Lần                                 | Năm           | Chủ nhà    |                     | Chung kết                   | Chung kết                   | Chung kết                   |                             | Tranh hạng ba               | Tranh hạng ba               | Tranh hạng ba               |
| Lần                                 | Năm           | Chủ nhà    | Vô địch             | Tỷ số                       | Á quân                      | Hạng ba                     | Tỷ số                       | Hạng tư                     |                             |                             |
| ----------------------------------- | ------------- | ---------- | ------------------- | --------------------------- | --------------------------- | --------------------------- | --------------------------- | --------------------------- | --------------------------- | --------------------------- |
| Giải vô địch bóng đá nữ U-19 châu Á |               |            |                     |                             |                             |                             |                             |                             |                             |                             |
| 1                                   | 2002 Chi tiết | Ấn Độ      | · Nhật Bản          | 2–1                         | · Đài Bắc Trung Hoa         | · Trung Quốc                | 4–1                         | · CHDCND Triều Tiên         |                             |                             |
| 2                                   | 2004 Chi tiết | Trung Quốc | · Hàn Quốc          | 3–0                         | · Trung Quốc                | · CHDCND Triều Tiên         | 4–0                         | · Thái Lan                  |                             |                             |
| 3                                   | 2006 Chi tiết | Malaysia   | · Trung Quốc        | 1–0                         | · CHDCND Triều Tiên         | · Úc                        | 3–2                         | · Nhật Bản                  |                             |                             |
| 4                                   | 2007 Chi tiết | Trung Quốc | · CHDCND Triều Tiên | 1–0                         | · Nhật Bản                  | · Trung Quốc                | 1–0                         | · Hàn Quốc                  |                             |                             |
| 5                                   | 2009 Chi tiết | Trung Quốc | · Nhật Bản          | 2–1                         | · Hàn Quốc                  | · CHDCND Triều Tiên         | 1–0                         | · Trung Quốc                |                             |                             |
| 6                                   | 2011 Chi tiết | Việt Nam   | · Nhật Bản          | RR                          | · CHDCND Triều Tiên         | · Trung Quốc                | RR                          | · Hàn Quốc                  |                             |                             |
| 7                                   | 2013 Chi tiết | Trung Quốc | · Hàn Quốc          | RR                          | · CHDCND Triều Tiên         | · Trung Quốc                | RR                          | · Nhật Bản                  |                             |                             |
| 8                                   | 2015 Chi tiết | Trung Quốc | · Nhật Bản          | 0–0 (4–2 (p)                | · CHDCND Triều Tiên         | · Hàn Quốc                  | 4–0                         | · Trung Quốc                |                             |                             |
| 9                                   | 2017 Chi tiết | Trung Quốc | · Nhật Bản          | 1 - 0                       | · CHDCND Triều Tiên         | · Trung Quốc                | 3 – 0                       | · Úc                        |                             |                             |
| 10                                  | 2019 Chi tiết | Thái Lan   | · Nhật Bản          | 2 - 1                       | · CHDCND Triều Tiên         | · Hàn Quốc                  | 9 - 1                       | · Úc                        |                             |                             |
| Cúp bóng đá nữ U-20 châu Á          |               |            |                     |                             |                             |                             |                             |                             |                             |                             |
| 11                                  | 2022 Chi tiết | Uzbekistan |                     | Bị hủy do đại dịch COVID-19 | Bị hủy do đại dịch COVID-19 | Bị hủy do đại dịch COVID-19 | Bị hủy do đại dịch COVID-19 | Bị hủy do đại dịch COVID-19 | Bị hủy do đại dịch COVID-19 | Bị hủy do đại dịch COVID-19 |
| 11                                  | 2024 Chi tiết | Uzbekistan | · CHDCND Triều Tiên | 2 - 1                       | · Nhật Bản                  |                             | · Úc                        | 1 - 0                       | · Hàn Quốc                  |                             |
| 11                                  | 2026          | Thái Lan   |                     |                             |                             |                             |                             |                             |                             |                             |

## Thành tích theo quốc gia
| Quốc gia          | Vô địch                                | Á quân                                 | Hạng ba                          | Hạng tư              |
| ----------------- | -------------------------------------- | -------------------------------------- | -------------------------------- | -------------------- |
| Nhật Bản          | 6 (2002, 2009, 2011, 2015, 2017, 2019) | 2 (2007, 2024)                         | –                                | 2 (2006, 2013)       |
| CHDCND Triều Tiên | 2 (2007, 2024)                         | 6 (2006, 2011, 2013, 2015, 2017, 2019) | 2 (2004, 2009)                   | 1 (2002)             |
| Hàn Quốc          | 2 (2004, 2013)                         | 1 (2009)                               | 2 (2015, 2019)                   | 3 (2007, 2011, 2024) |
| Trung Quốc        | 1 (2006)                               | 1 (2004)                               | 5 (2002, 2007, 2011, 2013, 2017) | 2 (2009, 2015)       |
| Đài Bắc Trung Hoa | –                                      | 1 (2002)                               | –                                | –                    |
| Úc                | –                                      | –                                      | 2 (2006, 2024)                   | 2 (2017, 2019)       |
| Thái Lan          | –                                      | –                                      | –                                | 1 (2004)             |